# Плюсове насадження бука
Плюсове насадження бука — ботанічна пам'ятка природи місцевого значення. Об'єкт розташований на території Надвінянського району Івано-Франківської області, Гірське науково-дослідне лісництво, квартал 3, виділ 8.
Площа — 25,0000 га, статус отриманий у 1993 році.